# Ladislav Chabr
Ladislav Chabr (* 26. prosince 1933, Kladno) je bývalý český hokejový útočník. Většinu kariéry strávil v Chomutově. Mezi jeho další slavné působiště patří Rudá hvězda Brno. Tam strávil své nejlepší období, když získal 3 mistrovské tituly.

## Hráčská kariéra
- 1953-54 - Baník Chomutov (ČHL)
- 1954-55 - Rudá hvězda Brno (ČHL)
- 1955-56 - Rudá hvězda Brno (ČHL)
- 1956-57 - Rudá hvězda Brno (ČHL)
- 1957-58 - Baník Chomutov (ČHL)
- 1958-59 - VTŽ Chomutov (ČHL)
- 1959-60 - VTŽ Chomutov (ČHL)
- 1960-61 - VTŽ Chomutov (ČHL)
- 1961-62 - VTŽ Chomutov (ČHL)